# Phytomyza calceata
Phytomyza calceata är en tvåvingeart som först beskrevs av Johann Wilhelm Meigen 1838.  Phytomyza calceata ingår i släktet Phytomyza och familjen minerarflugor.
Artens utbredningsområde är Belgien. Inga underarter finns listade i Catalogue of Life.